# Mirko Sandić
Mirko Sandić (serbisch-kyrillisch Мирко Сандић; * 9. Mai 1942 in Belgrad, Serbien; † 24. Dezember 2006 ebenda) war ein jugoslawischer Wasserballspieler.
Er bestritt mit der jugoslawischen Wasserball-Nationalmannschaft 235 Spiele und erzielte dabei mehr als 250 Tore. Mit dem VK Partizan Belgrad wurde er elfmal jugoslawischer Meister und gewann fünfmal den Europapokal. Bei den Olympischen Spielen 1964 in Tokio gewann er mit der Mannschaft die Silbermedaille. 1968 errang er mit der Mannschaft bei den Olympischen Spielen in Mexiko-Stadt die Goldmedaille. 1966 und 1970 gewann er bei den Europameisterschaften jeweils die Bronzemedaille. Nach seiner aktiven Zeit wurde er Nationaltrainer von Ägypten, Malaysia und Singapur. 1999 wurde er in die International Swimming Hall of Fame aufgenommen.